# Брштаник (Берковићи)
Брштаник је насељено мјесто у општини Берковићи, у Републици Српској, БиХ. Према попису становништва из 2013. у насељу је живио свега 1 становник.

## Становништво
Према попису становништва из 1991. године, мјесто је имало 186 становника.
| Демографија | Демографија | Демографија |
| Година      | Становника  | Становника  |
| ----------- | ----------- | ----------- |
| 1991.       | 186         |             |